# Аделейд (река)
А́делейд (англ. Adelaide River) — судоходная река в Австралии, протекающая через Северную территорию страны и впадающая в Тиморское море примерно в 50 км к северо-востоку от города Дарвин. Длина — 180 км.
Образуется из слияния двух рек. Высота истока — 149 м НУМ.
На реке Аделейд находится небольшой городок Аделейд-Ривер.
Река Аделейд была открыта Джоном Лортом Стоксом (англ. John Lort Stokes) и Л. Р. Фицморисом (англ. L.R. Fitzmaurice) в 1839 году во время исследования побережья Северной территории на корабле «Beagle». Путешественники назвали реку в честь королевы Аделаиды Саксен-Майнинген, супруги британского короля Вильгельма IV. Впоследствии река была исследована Джоном Макдоуэллом Стюартом (англ. John McDouall Stuart) в 1862 году.
Из-за высокого плодородия почв в пойме реки в 1881 году поселенцы стали заниматься орошаемым земледелием, пытаясь выращивать кофе, сахарный тростник, каучук. Однако из-за тяжёлых климатических условий в 1886 году местность была покинута. В 1954 году были предприняты попытки выращивать рис, однако они провалились.
Поскольку река расположена в субэкваториальном поясе, на ней различают два сезона: сухой и влажный. В сухой сезон в верхнем течении пересыхает, а в нижнем мелеет. И наоборот — во влажный сезон разливается в связи с тропическими дождями.